# فرانك سميث (لاعب كرة قاعدة أمريكي)
فرانك سميث (بالإنجليزية: Frank Smith) هو لاعب كرة قاعدة أمريكي، ولد في 28 أكتوبر 1879 في بيتسبرغ في الولايات المتحدة، وتوفي بنفس المكان في 3 نوفمبر 1952.

## وصلات خارجية
- فرانك سميث على موقعبيزبول رفرنس.كوم (الدوري الرئيسي) (الإنجليزية)
- فرانك سميث على موقعبيزبول رفرنس.كوم (الدوري الثانوي) (الإنجليزية)